# Sitio de Geertruidenberg (1593)
El sitio de Geertruidenberg fue un asedio a la ciudad de Geertruidenberg que tuvo lugar entre el 27 de marzo y el 24 de junio de 1593 durante la Guerra de los Ochenta Años y la Guerra Anglo-Española. Las tropas anglo-holandesas al mando de Mauricio de Nassau y Francisco Vere sitiaron la ciudad con guarnición española. El asedio fue único, ya que los sitiadores utilizaron un centenar de barcos, formando un semicírculo en cadena en el río Mosa para formar un bloqueo. En mayo se intentó un socorro a las tropas españolas con una fuerza bajo el mando del Conde de Mansfeld, pero fue derrotada y posteriormente se vio obligada a retirarse. Tres gobernadores de la ciudad fueron asesinados y como resultado del fallido socorro, los españoles rindieron la ciudad el 24 de junio de 1593. La victoria le valió a Mauricio mucha fama y se convirtió así en un firme estratega en el arte de la guerra.

## Antecedentes

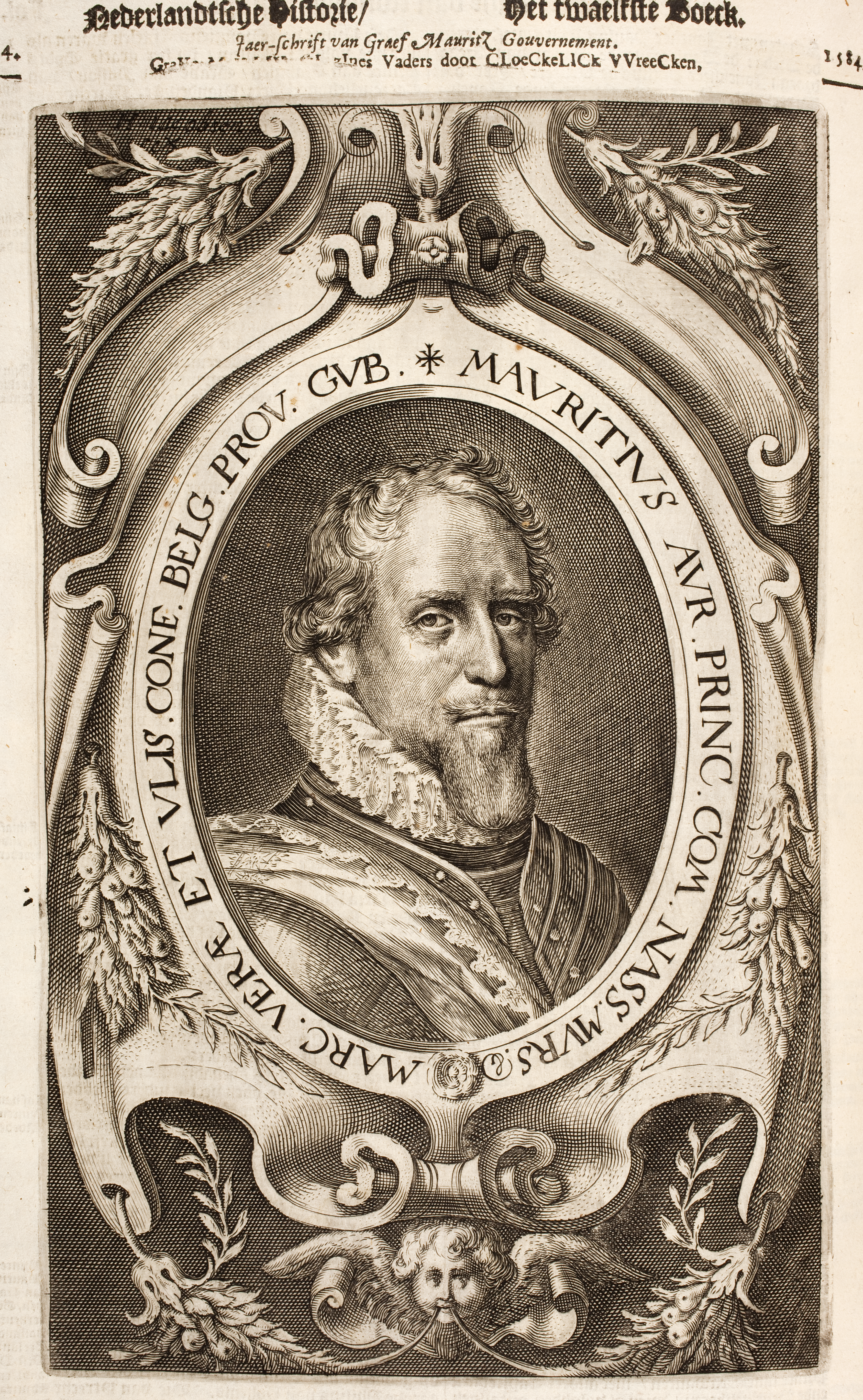
Mauricio de Nassau por Emanuel van Meteren

En 1573, Geertruidenberg fue tomada por una fuerza protestante mixta de tropas inglesas, francesas y holandesas. En 1589, sin embargo, los españoles recuperaron la ciudad al sobornar con éxito a los  ingleses que estaban de guarnición allí. A pesar de ello, el ejército español de Flandes se vio obstaculizado en su intento de superar la resistencia local. Cuando las fuerzas españolas se comprometieron en Francia para detener el colapso de la Liga Católica, las fuerzas holandesas e inglesas bajo el mando de Mauricio de Nassau pasaron a la ofensiva. Mauricio adoptó la misma táctica que el duque de Parma, creando barreras y zonas de control defendibles; esto hizo que muchas ciudades y regiones cayeran en manos anglo-holandesas a lo largo de la década de 1590.
En 1592, los zelandeses instaron a los delegados de los Estados Generales a avanzar sobre Geertruidenberg, pero la decisión fue desestimada y se eligió Groninga como más importante, por lo que las operaciones continuaron para cortar la ciudad. Así, durante la ofensiva estival de Mauricio en 1592, dos ciudades fueron asediadas y capturadas: Steenwijk cayó en julio y Coevorden capituló en septiembre, con lo que Groninga, en poder de los españoles, quedó aún más estrangulada a finales de año. Tras la captura de ambas ciudades, esta vez los frisones exigieron que Groninga fuera sitiada. Sin embargo, los delegados de los Estados decidieron lo contrario y en 1593 Geertruidenberg fue elegida para alegría de los zelandeses. Los frisones, sin embargo, se mostraron amargados y, en señal de protesta, no enviaron tropas a Geertruidenberg. Esto se convirtió en una estrategia con la que los holandeses jugaron; las tropas frisias se quedaron en el lugar y esto obligó a los españoles a pensar que Groningen sería asediada, dejando así una guarnición considerable por el momento.
Una ventaja relativa para los holandeses era que Alejandro Farnesio, duque de Parma, capitán del ejército español había muerto a causa de las heridas que había sufrido mientras se retiraba de Caudebec en Francia. Su sustituto fue el Conde Von Mansfeld y la República ordenó a Felipe de Nassau que lanzara un ataque de distracción contra Luxemburgo. La estrategia consistía en atraer a Mansfeld, también gobernador de Luxemburgo, para que persiguiera a Nassau al sur de los Países Bajos. Esto le daría a Mauricio el tiempo necesario para sorprender a la guarnición de Geertruidenberg.
Antes de perseguir a Felipe, Mansfeld ya había enviado algunas compañías desde Groninga a Gertrudenberg. La ciudad se había reforzado en manos españolas y los accesos eran difíciles, debido a la red de zanjas y canales que la rodeaban Además, una fuerza de asedio estaría expuesta a los ataques del ejército al mando de Mansfeld. Era necesario un elaborado asedio a gran escala.
La campaña de Felipe de Nassau en Luxemburgo siguió adelante según lo planeado y logró alejar a Mansfeld, lo que le dio a Mauricio tiempo suficiente para marchar hacia Geertruidenberg. 

## Sitio

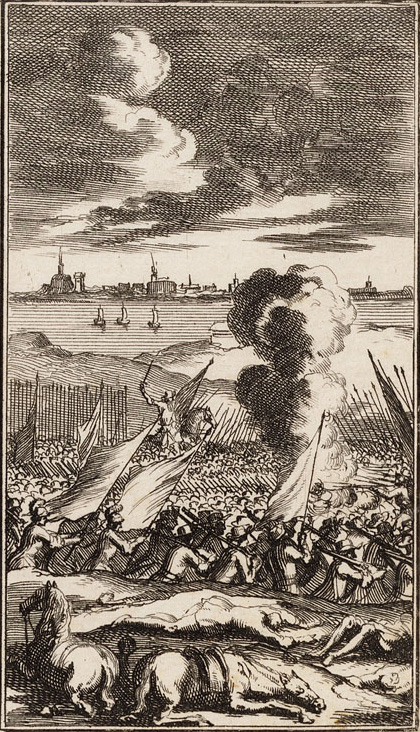
Sitio de Geertruidenberg; por Jan Luyken

El 27 de marzo de 1593 Mauricio llegó con sus tropas a Geertruidenberg; sus fuerzas se vieron incrementadas por seis enseñas ingleses bajo el mando de Francis Vere y diez compañías de escoceses bajo el mando del coronel Bartholomew Balfour. Las primeras operaciones consistieron en cortar todos los caminos por los que los españoles podían socorrer a la ciudad. En tierra, se construyeron varios fuertes que también cerraron Geertruidenberg por tierra. Se construyeron molinos y diques para protegerse de la posible resistencia de los pueblos de los alrededores. Mauricio, con los regimientos del Conde Solms y de Groenvelt, estaba apostado en el lado occidental; Francis Vere dirigía los accesos desde el sur, mientras que los regimientos de Hohenlohe y Brederode estaban acampados en el pueblo de Raamsdonk, al este.
A mediados de abril, los accesos a la ciudad se iniciaron con obras construidas y excavadas por los soldados en lugar de la práctica habitual de utilizar mano de obra terrestre; agricultores y otros civiles. La motivación de una buena paga y un rápido fin del asedio parecía duplicar el esfuerzo. A pesar de los peligros de las posiciones expuestas al fuego enemigo, las obras estaban tan bien construidas que se consideraban más fuertes que las ciudades fortificadas. Las trincheras estaban divididas por revellines que se flanqueaban entre sí, cada revellín montaba dos cañones, y en el exterior había un amplio dique de agua. En lugar de una contraescarpa, se clavaban hileras de pilotes en el suelo, que quedaban a metro y medio de la superficie, y se apuntaban con hierro. Había cuatro fuertes principales, conectados por otros más pequeños en doble línea, y más de cien piezas de artillería diversas estaban montadas en las obras. El río Donge, que fluía desde el sur, suministraba agua al foso, mientras que dos puentes sobre él conectaban las obras. Además, los sitiadores pudieron fortificar el campamento contra los ataques de un posible ejército hostil en el campo. Un centenar de barcos, formando un semicírculo en el antiguo Mosa, completaban el bloqueo, con bergantines ligeros en los flancos, todos ellos unidos por fuertes cuerdas o cadenas.
El 8 de abril, las tropas del conde Hohenlohe capturaron un estratégico fuerte periférico en el río tras un combate que duró cinco días. Esta era la única vía de acceso a la ciudad por este fuerte, y además debido a su altura los sitiadores podían divisar con antelación a una fuerza de socorro.
Durante este tiempo, el asedio se convirtió en una tregua: los preparativos del campamento, al ser de buena calidad, eran lo suficientemente tentadores para que los lugareños vendieran sus productos, y muchos vinieron de lejos para comerciar. Luisa de Coligny, la cuarta esposa de Guillermo de Orange y la condesa Luisa Juliana de Nassau, hermana de Mauricio, que iba a casarse con el elector palatino Federico IV, visitaron la ciudad junto con otros dignatarios. Fueron conducidos por las obras y observaron que eran las más grandiosas que se habían construido en los anales de la guerra.

### Intentos de ayuda

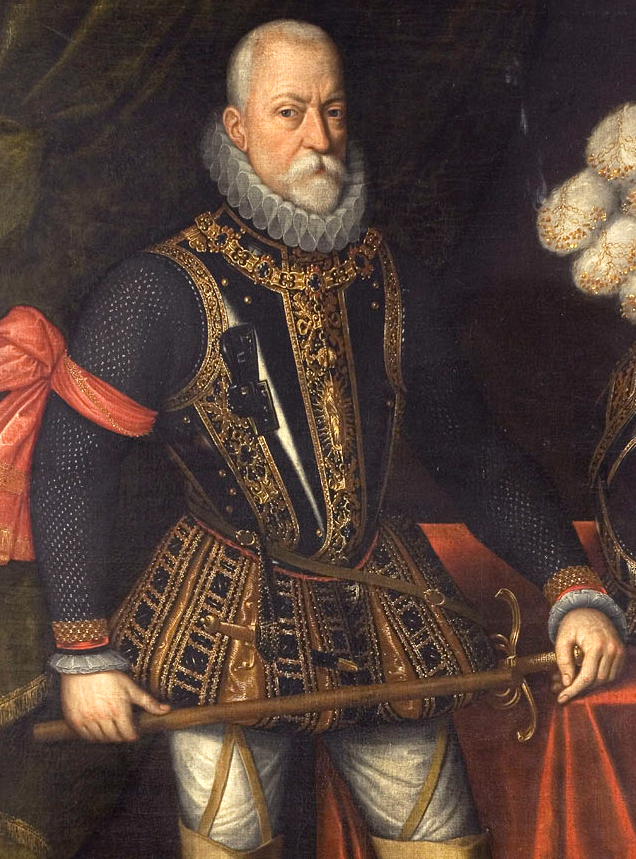
Conde de Mansfeld por Antonis Mor

Como Mauricio hizo que sus soldados se motivaran para construir un baluarte, la fuerza anglo-holandesa estaba suficientemente atrincherada a principios de mayo. Mientras tanto, el conde Mansfeld, de vuelta de su persecución a Felipe de Nassau, al enterarse de la situación de Gerrtudenberg, marchó con su ejército desde Bruselas tan pronto como fue posible para aliviar la ciudad sitiada. Mansfeld, desesperado, incluso llamó a su hijo, Karl von Mansfeld, con su destacamento en Francia para que ayudara a su propio ejército, pero esto fue en vano.
El 28 de mayo, el conde Mansfeld apareció con un ejército de 7.000 hombres a pie y 2.000 a caballo, acampando en los pueblos de Capelle y Waalwijk, a unas seis millas al este de Gertruydenburg. Este ejército pudo haber sido mayor, de no ser porque se produjo un motín que provocó la deserción de un gran número de ellos al pasar por Hainault. Mansfeld permitió a sus soldados realizar varios ataques sobre la fuerza sitiadora, pero pronto se dio cuenta de que se habían atrincherado fuertemente. Vere se puso entonces al frente de 600 ingleses y 1.000 zelandeses, que avanzaron contra la infantería de Mansfelt, que iba en cabeza, y la obligaron a retroceder tras un intenso combate. Poco después, una carga de caballería española que sondeaba las defensas fue desbaratada en una escaramuza y un convoy con sus suministros en las cercanías fue emboscado. Con el aumento de las pérdidas, Mansfeld retiró sus fuerzas, pero se mantuvo a una distancia segura de los anglo-holandeses que lo asediaban.
A principios de junio, las fuertes lluvias provocaron que el terreno que rodeaba la ciudad se convirtiera en un lodazal que dificultaba la labor de todos los implicados en el asedio. Para entonces se habían abierto galerías bajo las murallas en tres lugares. La flota de bloqueo participó regularmente en el cañoneo diario junto con las baterías de tierra y causó graves daños tanto en las murallas como en la propia ciudad.
El 25 de junio, el señor de Gissant fue herido de muerte por un disparo de cañón. Fue el tercer gobernador asesinado durante el asedio, y la pérdida fue un gran golpe para la moral de la guarnición. Poco después de que llegara la noticia de que Mansfeld no había podido avanzar más, la moral se desplomó aún más. Luego, la ciudad envió emisarios para discutir los términos con Mauricio y se acordó una rendición honorable: Gertruydenburg, después de un asedio de tres meses, se rindió a Mauricio.
Al día siguiente, después de escuchar la noticia de la rendición de la ciudad, la fuerza de Mansfeld se marchó y ocupó Bommelerwaard, con el fin de controlar cualquier intento de Mauricio en esa dirección. Mientras tanto, a la guarnición de Gerrtudenberg se le permitió marchar con sus armas y colores, y en los términos acordados no deberían combatir durante el resto de la guerra.

## Consecuencias

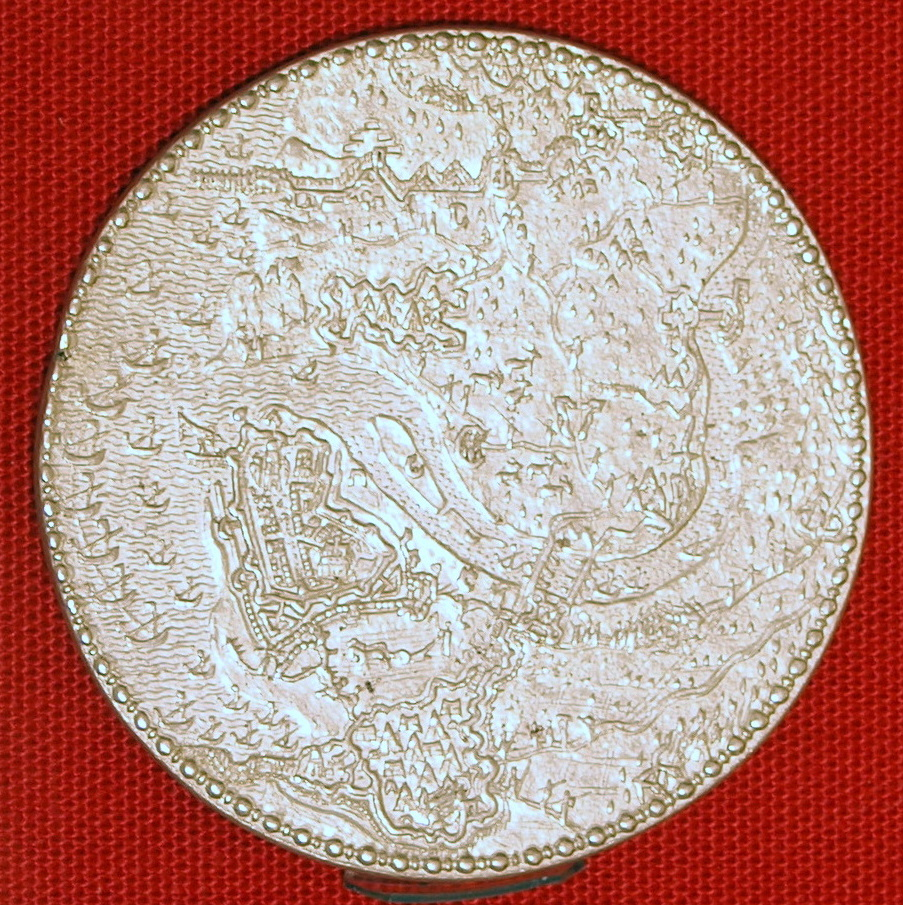
Una moneda que conmemora el asedio de Geertruidenberg

Mauricio condujo al ejército a la ciudad capturada y luego se dedicó a reparar y reforzar las defensas. La ciudad fue entonces guarnecida por las tropas escocesas que participaron en el asedio; permanecieron allí hasta el otoño del mismo año. Tras el éxito en Geertruidenberg, las tropas frisias instaron al Estado General a llevar el ejército a Groninga. Sin embargo, como en ese momento había una tregua en Francia, Mansfeld, a ojos de los holandeses, podría haber amenazado a la República con su gran ejército. Por ello, Mauricio se aseguró de que el ejército vigilara a las tropas españolas que amenazaban el sur de la República.
La captura de Geertruidenberg había sido un triunfo para el ejército holandés e inglés; como resultado, todos los ríos de Holanda y Zelanda estaban en sus manos. El Conde Guillermo de Nassau, el Estatuder de Frisia, continuó presionando y marchando contra los españoles que bajo el mando de Francisco Verdugo estaban presente en Groningen y en el campo de batalla en una serie de maniobras. Las tropas inglesas al mando de Francis Vere, enviaron ayuda al Conde Guillermo a Frisia en julio forzando el movimiento de regimientos españoles para reforzar a las tropas de Verdugo. En octubre, holandeses e ingleses regresaron a La Haya para alojarse, y ambos bandos pasaron a los cuarteles de invierno.
Al año siguiente, tras un intento fallido de los españoles en Coevorden, Groninga fue finalmente capturada por la fuerza anglo-holandesa, tras lo cual los españoles fueron expulsados de la región de Drenthe.
La conquista de Geertruidenberg fue la confirmación del gran ascenso de Mauricio como comandante de campo, especialmente durante los asedios. William Louis elogió la victoria y comparó el asedio con el de Alescia en el 52 a . C.

### Citas
1. ↑  {cite book|last1=Ungerer|first1=Gustav|title=Un español en la Inglaterra isabelina: La correspondencia del exilio de Antonio Pérez, volumen 1|date=1974|publisher=Tamesis Books|isbn=9780900411847|page=128|url=https://books.google.com/books?id=LZz-yNbahgQC&pg=PA128}}
2. 1 2  van Nimwegen pp 159-61
3. ↑  Motley, John Lothrop (1867). History of the United Netherlands from the death of William the silent to the Synod of Dort, with a full view of the English-Dutch struggle against Spain, and of the origin and destruction of the Spanish armada. W. Clowes and Sons, pp 256-58
4. ↑  Ungerer, Herbert; Pérez, Antonio; Ungerer, Gustav (1974). A Spaniard in Elizabethan England: The Correspondence of Antonio Pérez's Exile (en inglés). Tamesis Books. ISBN 978-0-900411-84-7. Consultado el 17 de diciembre de 2021.
5. 1 2 3  Markham pp. 189-90
6. 1 2  Black p 112
7. 1 2 3  Knight, Charles Raleigh: Historical records of The Buffs, East Kent Regiment (3rd Foot) formerly designated the Holland Regiment and Prince George of Denmark's Regiment.
8. 1 2  Kunzle 210
9. ↑  Duffy p 80
10. ↑  Israel p 234
11. ↑  Wernham pp 82-83
12. ↑  Morris p 294
13. ↑  Bradley p 111
14. 1 2  List and Analysis of State Papers: Foreign Series: July, 1593-December, 1594 Vol 5. Public Record Office. 1989. pp. 119-121.
15. 1 2 3 4 5 6  Robert Fruin (1861). De tachtigjarige oorlog: historsche opstellen, Volume 7. pp. 121-33.
16. 1 2  Hart p 52-3
17. 1 2  Wernham p 486
18. 1 2  Edmundson 221
19. ↑  Markham pp 187-88
20. ↑  Duffy p 84
21. ↑  Markham pp 187-88
22. ↑  Fissel pp 183-84
23. ↑  Motley pp 259-61
24. ↑  Duffy p 84
25. ↑  Markham pp 187-88
26. ↑  Markham pp 187-88
27. 1 2  Duffy p 84
28. ↑  Hart p 67
29. ↑  Fissel pp 183-84
30. ↑  Motley pp 259-61
31. ↑  Markham pp 187-88
32. ↑  Fissel pp 183-84
33. ↑  Markham pp 187-88
34. ↑  Motley pp 259-61
35. ↑  Markham pp 187-88
36. ↑  Robert Fruin (1861). De tachtigjarige oorlog: historsche opstellen, Volume 7. pp. 121-33.
37. 1 2  List and Analysis of State Papers: Foreign Series: July, 1593-December, 1594 Vol 5. Public Record Office. 1989. pp. 119-121.
38. 1 2  Fissel pp 183-84
39. ↑  Markham pp. 189-90
40. ↑  Hart p 52
41. ↑  van Nimwegen pp 139-40